# Solemya moretonensis
Solemya moretonensis is een tweekleppigensoort uit de familie van de Solemyidae. De wetenschappelijke naam van de soort is voor het eerst geldig gepubliceerd in 2008 door Taylor, Glover & Williams.